# Illa Raspberry
Raspberry (en rus: Малиновый) és una illa de l'arxipèlag Kodiak situada al golf d'Alaska a l' estat dels Estats Units d'Alaska. Es troba a dos quilòmetres al nord-oest de l'Illa Whale, entre les illes Afognak i Kodiak. Al nord-oest l'estret de Shelikof la separa de la península d'Alaska. L'illa té una llargada d'uns 29 quilòmetres, una amplada que varia entre els 5 i els 13 quilòmetres i una superfície de 200,4 km². El punt més alt de l'illa és a 747 msnm. El perímetre és de 93,2 quilòmetres.
El 2001 hi vivien quatre persones.

## Història
L'illa va ser habitada originalment pels indígenes aleuts durant més de 7.000 anys. Els comerciants de pells russos van prendre el control de les illes al segle XVIII i gairebé van eliminar les ara abundants llúdries marines. A començaments del segle XX a l'illa existien diverses fàbriques de conserves de peix i el 1915 s'hi van trobar jaciments d'or al·luvials, però l'activitat minera va acabar el 1935.

## Flora i fauna
La pícea de Sitka és un dels arbres més comuns de l'illa. Els boscos d'avets estan interromputs per camps de Rubus spectabilis, Alnus i flors silvestres. Les elevacions més altes hi ha arbustos de nabius.
La fauna salvatge de l'illa inclou el cérvol de Sitka, guineus i óssos de Kodiak, així com el fraret crestat i el pigarg americà. Les illes Afognak i Raspberry són els únics llocs d'Alaska amb poblacions d'uapitís. L'uapití de Roosevelt va ser introduït el 1928 des de l'estat de Washington i s'ha adaptat bé a l'illa. Una altra espècie introduïda amb èxit és la rata mesquera. Les balenes solen passar per l'estret de Raspberry, però han de girar cura perquè és poc profund perquè puguin passar-hi.